# Juin 1907

## Événements
- Russie : expropriation spectaculaire menée par le social-démocrate Kamo, qui s’empare de 250 000 roubles destinés à la Banque d’État de Tiflis.

- 2 juin[1] : lois Apponyi en Hongrie : gratuité de l’enseignement primaire et magyarisation forcée. La plupart des écoles confessionnelles des nationalités sont remplacées par des écoles d’État hongroises. Le nombre des établissements scolaires diminue et le pourcentage des illettrés augmente dans la population roumaine.

- 10 juin : départ de la course automobile Pékin-Paris.

- 13 juin :
  - la convention de Saint-Pétersbourg ratifie les zones d’influences de la Russie et du Japon en Mandchourie. Mandchourie du Nord et Mongolie extérieure à la Russie, Mandchourie du Sud et Corée au Japon;
  - à Marchais l'hélicoptère de Maurice Léger quitte le sol avec un pilote à son bord, s'élève de 80 cm et retombe au bout de 15 secondes.

- 14 juin[2] : Piotr Stolypine demande l’exclusion de 55 députés sociaux-démocrates et la levée de l’immunité parlementaire de 16 d’entre eux.

- 16 juin[3] : « Coup d’État ». Dissolution de la Douma, modification de la loi électorale : la voix d’un grand propriétaire foncier vaut 7 voix citadines, 30 voix paysannes, 60 voix ouvrières.

- 15 juin : début de la seconde conférence internationale de la Paix à la Haye.
- 18 juin : À Béziers, les soldats du 17ème Régiment d'Infanterie refusent de tirer sur une manifestation de vignerons et mettent la crosse en l'air.

- 19 & 20 juin : Crise de Narbonne, paroxysme de la révolte des vignerons du Languedoc en 1907.
  - 19 juin : Arrestation du Dr Ernest Ferroul, maire de Narbonne. La foule essaie d'empêcher la progression des gendarmes. Les Dragons du 137ème régiments de cuirassiers tirent sur la foule faisant 2 morts.
  - 20 juin : Le Midi s'embrase. À Narbonne, la troupe tire de nouveau pour dégager un inspecteur de police pris à partie par les manifestants. Bilan : 5 morts et plus de 30 blessés.

- 20 juin : la Banque nationale suisse ouvre ses portes.

- 21 juin : le roumain Traian Vuia fait à Paris un bond de 100 mètres sur un appareil de sa fabrication, « Traian Vuia N°2 ».

## Naissances
- 14 juin : René Char, poète français, auteur des Feuillets d'Hypnos († 19 février 1988).
- 19 juin : Ana Figuero, féministe, pédagogue et diplomate chilienne († 1970).
- 27 juin : John McIntire, acteur américain († 30 janvier 1991).
- 28 juin :
  - Paul-Émile Victor, explorateur français († 7 mars 1995).
  - Maurice Novarina, architecte français († 28 septembre 2002).
- 29 juin : Joan Davis, actrice américaine († 22 mai 1961).

## Décès
- 14 juin : Adolf Daens, prêtre catholique belge (° 18 décembre 1839).